# Кнышин (гмина)
Кнышин (пол. Knyszyn) — городско-сельская гмина (волость) в Польше, входит как административная единица в Монькский повет, Подляское воеводство. Население — 4965 человек (на 2004 год).

## Демография
| Перепись                       | Всего   | Всего | Женщины | Женщины | Мужчины | Мужчины |
| ------------------------------ | ------- | ----- | ------- | ------- | ------- | ------- |
| Единицы                        | человек | %     | человек | %       | человек | %       |
| Население                      | 4965    | 100   | 2491    | 50,2    | 2474    | 49,8    |
| Плотность населения (чел./км²) | 38,9    | 38,9  | 19,5    | 19,5    | 19,4    | 19,4    |

## Поселения
1. Кнышин-Цисувка
2. Кнышин-Замек
3. Простки
4. Сточек

## Соседние гмины
1. Гмина Чарна-Белостоцка
2. Гмина Добжинево-Дуже
3. Гмина Ясёнувка
4. Гмина Крыпно
5. Гмина Моньки